# Phòng Phong Huy
Phòng Phong Huy (Trung văn giản thể: 房峰辉, Trung văn phồn thể: 房峰輝, pinyin: Fáng Fēnghuī; sinh tháng 4 năm 1951) là Thượng tướng Quân Giải phóng Nhân dân Trung Quốc (PLA). Ông là Tổng Tham mưu trưởng Quân Giải phóng Nhân dân Trung Quốc từ năm 2012 đến năm 2016. Tháng 1 năm 2016, khi quân đội Trung Quốc tiến hành cải cách cơ cấu, Phòng Phong Huy được bổ nhiệm làm Tham mưu trưởng Bộ Tham mưu liên hợp Quân ủy Trung ương đầu tiên và đảm nhiệm vị trí này cho đến tháng 8 năm 2017, khi Lý Tác Thành được bổ nhiệm vào chức vụ Tham mưu trưởng Bộ Tham mưu liên hợp thay thế ông.
Ông cũng từng là Ủy viên Ban Chấp hành Trung ương Đảng Cộng sản Trung Quốc khóa XVII và khóa XVIII, Ủy viên Quân ủy Trung ương khóa XVIII, Đại biểu Đại hội đại biểu Nhân dân toàn quốc (Quốc hội) khóa XI (2003-2008) và Tư lệnh Quân khu Bắc Kinh.
Ngày 9 tháng 1 năm 2018, Tân Hoa Xã cho biết Phòng Phong Huy sẽ bị khởi tố vì tình nghi nhận hối lộ sau khi ông xuất hiện lần cuối cùng vào ngày 21 tháng 8 năm 2017, Phòng Phong Huy được cho là đồng hương Thiểm Tây và là cấp dưới của nguyên Phó Chủ tịch Quân ủy Trung ương Quách Bá Hùng. Tháng 10 năm 2018, Phòng Phong Huy bị khai trừ khỏi Đảng, tước quân hàm Thượng tướng. Đến ngày 20 tháng 2 năm 2019, ông bị kết án tù chung thân, nhưng những tội trạng cụ thể của ông không được công bố.

## Tiểu sử
Phòng Phong Huy tên thật là Mã Hàm Dương (马咸阳) sinh tại hương Xích Đạo, huyện Tuần Ấp, tỉnh Thiểm Tây. Cha của ông, Mã Quốc Tuyển (马国选) là một sĩ quan quân đội và chính phủ, đã qua đời năm 1960. Sau khi mẹ của ông là Phòng Lâm Giang (房林江) tái hôn ở huyện Bân, ông tự đổi tên thành Phòng Phong Huy bằng cách dùng họ của mẹ mình.
Phòng Phong Huy tốt nghiệp chuyên ngành chỉ huy chiến lược khoa nghiên cứu quốc phòng tại Đại học Quốc phòng Trung Quốc.
Tháng 2 năm 1968, Phòng Phong Huy tham gia Quân Giải phóng Nhân dân Trung Quốc, vào đỉnh điểm của Cách mạng Văn hoá. Tháng 12 năm 1975, Phòng Phong Huy gia nhập Đảng Cộng sản Trung Quốc.
Ông phục vụ tại Quân khu Tân Cương vào đầu sự nghiệp của mình. Ông từng đảm nhiệm chức vụ Tham mưu trưởng Trung đoàn; Trung đoàn trưởng; Tham mưu trưởng Sư đoàn và Phó Tham mưu trưởng Quân khu Tân Cương. Sau đó, Phòng Phong Huy được chuyển đến Tập đoàn quân 21 Lục quân thuộc Quân khu Lan Châu làm Phó Tư lệnh Tập đoàn quân 21 Lục quân rồi Tư lệnh Tập đoàn quân 21 Lục quân.
Tháng 12 năm 2003, Phòng Phong Huy được bổ nhiệm làm Tham mưu trưởng Quân khu Quảng Châu. Hai tháng sau, ông kiêm nhiệm chức vụ Ủy viên Thường vụ Đảng ủy Quân khu Quảng Châu.
Tháng 7 năm 2007, Phòng Phong Huy được bổ nhiệm giữ chức vụ Tư lệnh Quân khu Bắc Kinh, trở thành Tư lệnh trẻ nhất trong 7 đại quân khu của Quân giải phóng nhân dân Trung Quốc khi đó. Năm 2009, Phòng Phong Huy là Tổng chỉ huy lễ diễu binh nhân 60 năm Quốc khánh Trung Quốc.
Tháng 10 năm 2012, trước thềm Đại hội đại biểu toàn quốc Đảng Cộng sản Trung Quốc lần thứ 18, Phòng Phong Huy được bổ nhiệm làm Tổng Tham mưu trưởng Quân Giải phóng Nhân dân Trung Quốc, kế nhiệm Trần Bỉnh Đức. Tháng 11 năm 2012, tại Đại hội Đảng Cộng sản Trung Quốc lần thứ 18, Phòng Phong Huy được bầu làm Ủy viên Ban Chấp hành Trung ương Đảng Cộng sản Trung Quốc khóa XVIII và Ủy viên Quân ủy Trung ương.
Ngày 11 tháng 1 năm 2016, Chủ tịch Quân ủy Trung ương Tập Cận Bình tuyên bố giải thể Bộ Tổng Tham mưu, để phân chia và sáp nhập vào các cơ quan của Quân ủy Trung ương thành Bộ Tham mưu liên hợp Quân ủy Trung ương; Phòng Phong Huy được bổ nhiệm làm Tham mưu trưởng Bộ Tham mưu liên hợp Quân ủy Trung ương.
Tháng 8 năm 2017, Phòng Phong Huy được miễn nhiệm chức vụ Tham mưu trưởng Bộ Tham mưu liên hợp Quân ủy Trung ương, thay thế ông là Tư lệnh Lục quân PLA Lý Tác Thành.
Ngày 9 tháng 1 năm 2018, Tân Hoa xã đưa tin Phòng Phong Huy đã bị đưa sang cơ quan kiểm sát quân sự để xử lý theo pháp luật vì bị cáo buộc phạm tội đưa hối lộ và nhận hối lộ.
Ngày 16 tháng 10 năm 2018, Tân Hoa xã thông báo, Phòng Phong Huy đã bị khai trừ khỏi Đảng Cộng sản Trung Quốc, bị tước quân hàm Thượng tướng, đồng thời Quân ủy Trung ương Trung Quốc cũng chuyển các chứng cứ phạm tội của Phòng Phong Huy cho cơ quan tố tụng để tiến hành truy tố. Theo thông báo, ông đã vi phạm nghiêm trọng kỷ luật của Đảng Cộng sản và quân đội Trung Quốc, đưa và nhận hối lộ với số tiền lớn.
Ngày 20 tháng 2 năm 2019, Phòng Phong Huy bị kết án tù chung thân, tước quyền chính trị suốt đời, tịch thu toàn bộ tài sản, truy thu mọi tang vật giao nộp kho nhà nước. Tuy nhiên, những tội trạng cụ thể của Phòng Phong Huy không được công bố.

## Lịch sử thụ phong quân hàm
| Quân hàm |             |             | Thượng tướng |  |  |  |  |  |  |  |  |
| Cấp bậc  | Thiếu tướng | Trung tướng | Thượng tướng |  |  |  |  |  |  |  |  |
|          |             |             |              |  |  |  |  |  |  |  |  |